# Francis Lopez
Pour les articles homonymes, voir Lopez.
Francis Lopez, de son vrai nom Francisco López, est un compositeur de musique français, né le 15 juin 1916 à Montbéliard (Doubs) et mort le 5 janvier 1995  à Paris.

## Biographie

### 1916-1939: l'enfance et la jeunesse
C'est par hasard, en raison de la guerre, que Francis Lopez naît à Montbéliard, puisque son père était alors en garnison à Belfort. En fait c'est un Basque par ses origines et en raison de ses années d'enfance et d'adolescence.
Son père, Francisco López, né à Lima au Pérou en 1889, était issu d'une de ces nombreuses familles basques espagnoles qui, au XIXe siècle, avaient émigré en Amérique du Sud, tout comme sa mère, Berta Jambreau Ena, issue d'une famille de basques français originaires d'Hendaye au pays basque français et née à Buenos Aires en Argentine. Cette dernière, après la mort de son propre père, vint s'installer à Hendaye, où elle rencontra son futur époux qui venait de s'y établir afin d'exercer la profession de dentiste.
La famille quitte Montbéliard où naît Francis Lopez pour s'installer à Bayonne, mais son père meurt alors qu'il n'a que cinq ans. Francis Lopez passe sa jeunesse à Biarritz où sa mère tient un commerce et à Saint-Jean-de-Luz. Après avoir suivi des études au lycée de Pau, il « monte » à Paris pour y entreprendre des études de médecine, afin de devenir dentiste comme son père. Bon pianiste amateur (il a aussi appris le violon), il joue le soir dans des cabarets ou des bars, « Le Jockey » à Montparnasse et « Le Coq d'Or » dans le Quartier latin, afin de payer en partie ses études, mais sans envisager une carrière musicale.

### 1939-1945: les débuts dans la chanson
Ayant opté pour la nationalité française (il était né en France, mais de parents nés à l'étranger), Francis Lopez est mobilisé en septembre 1939, dès le début de la guerre, et c'est à l'occasion de la préparation de la fête de Noël de son unité qu'il compose ses premières chansons. Blessé en 1940 et revenu à la vie civile, il ouvre un cabinet de chirurgien-dentiste à Paris, tout en continuant à composer chaque soir. Dans la communauté basque de la capitale, Francis Lopez fait la connaissance du chanteur André Dassary, qui travaille avec le chef d'orchestre et arrangeur Raymond Legrand. En 1942, il obtient un succès considérable avec quatre chansons interprétées par l'orchestre Raymond Legrand : le Rat des villes et le Rat des champs, Perrette, Jim et Refrain sauvage, ce dernier titre obtenant bientôt le Grand Prix du disque. À partir de ce moment, Francis Lopez enchaîne les succès avec des interprètes prestigieux comme Lucienne Delyle, Léo Marjane, Maurice Chevalier, Tino Rossi, mais aussi avec le débutant Georges Guétary, au succès duquel il contribue grandement avec Caballero, Robin des Bois et À Honolulu, chansons qui sont alors sur toutes les lèvres. Il s'essaye également au tour de chant avec des chansons de sa composition dont il écrit les paroles à l'occasion (Ma midinette, Heureux comme un roi), et il prend même pour quelque temps la direction artistique du cabaret Le Parnasse.

### 1945-1970: la gloire
À la fin de 1945, Francis Lopez, déjà reconnu comme compositeur de chansons à succès, est amené à écrire en quelques semaines sa première opérette, La Belle de Cadix, sur un livret de Raymond Vincy, Marc Cab et Emille Audiffred. La vedette en est un chanteur alors presque inconnu, Luis Mariano. Ce spectacle, monté avec peu de moyens, est créé au Casino Montparnasse le 22 décembre 1945. Une cinquantaine de représentations étaient prévues : la pièce tiendra l’affiche pendant presque deux ans. La Belle de Cadix marque le début de la collaboration du trio formé par Raymond Vincy, Francis Lopez et Luis Mariano, qui va dominer l’opérette pendant plus de vingt ans et accumuler les succès. Après le triomphe de sa première opérette, Francis Lopez se lance dans la composition d’une œuvre plus ambitieuse musicalement : Andalousie, créée à la Gaîté Lyrique le 25 octobre 1947, avec encore Luis Mariano en vedette.
La réputation de Francis Lopez étant désormais solidement établie, il produit opérette sur opérette, sur des livrets de Raymond Vincy (généralement seul, mais parfois en collaboration), au rythme moyen d’une par an, les unes relevant de la comédie musicale (Quatre jours à Paris, 1948 ; Monsieur Bourgogne, 1949), les autres étant des œuvres à grand spectacle qui portent alors ce genre à son apogée (Pour Don Carlos, en 1950, avec Georges Guétary ; Le Chanteur de Mexico, en 1951, avec Luis Mariano). Avec Le Chanteur de Mexico créé au Théâtre du Châtelet (tout comme Pour Don Carlos), Francis Lopez, alors âgé de 35 ans, est à l’apogée de sa gloire. Pendant une dizaine d’années, il enchaîne les triomphes : La Route fleurie à l’ABC (1952), avec Georges Guétary, Bourvil et Annie Cordy ; À la Jamaïque à la Porte-Saint-Martin (1954), avec Jeanne Sourza et Christian Selva ; La Toison d'or, au Châtelet (1954), avec André Dassary ; Méditerranée, encore au Châtelet (1955), première opérette interprétée par Tino Rossi ; Tête de Linotte à l’ABC (1957), avec Annie Cordy et Jean Richard.
Les années 1960 sont moins brillantes. La mode est désormais au « yéyé », plus rythmique que mélodique, qui s’impose partout dans le domaine de la variété. Francis Lopez fait quelques concessions à la nouvelle mode, en introduisant le « twist » dans ses nouvelles opérettes (Visa pour l’amour, avec Luis Mariano et Annie Cordy, en 1961, et surtout Le Temps des guitares, écrit en 1963 pour Tino Rossi, où l’influence des rythmes nouveaux est encore plus sensible, et où il est fait appel à une chanteuse de la nouvelle génération (Josy Andrieu)). L’opérette à grand spectacle n’est pas pour autant abandonnée. Maurice Lamy, successeur de Maurice Lehmann à la tête du Châtelet commande Le Prince de Madrid, créé en mars 1967 avec Luis Mariano en vedette et qui tiendra l’affiche pendant deux ans. En mai 1968 disparaît Raymond Vincy, le collaborateur de tant de succès. Pour le nouveau spectacle devant être créé au Châtelet en décembre 1969, La Caravelle d’Or, il faut faire appel à Jean Valmy pour le livret et à Jacques Plante pour les paroles. Malade, Luis Mariano doit abandonner la scène après quelques semaines de représentations ; il meurt le 14 juillet 1970 à Paris. Du trio ayant fait la gloire de l’opérette française dans les années 1950 (Francis Lopez, Raymond Vincy et Luis Mariano), le compositeur reste le seul survivant. Son succès ne se dément cependant pas. En province, Rudy Hirigoyen fait triompher Viva Napoli ! en 1969, avant une reprise couronnée de succès à Paris, au Théâtre Mogador, en septembre 1970.

### 1970-1994: les difficultés
Au début des années 1970, l’opérette est indiscutablement en crise, tandis que s’impose le rock et que la mode, chez les jeunes générations, est à la comédie musicale américaine. La Gaîté-Lyrique a fermé, Mogador cherche un nouveau souffle et le Châtelet est en faillite après la mort de Marcel Lamy. Pour éviter sa fermeture, on fait appel à Francis Lopez, qui en prend la direction artistique. Dans l’urgence, il décide d’y monter Gipsy, une opérette créée à Lille en décembre 1971, faute de salle parisienne, avec en vedette un débutant, José Todaro. À partir de février 1972, la pièce remporte un triomphe chaque soir au Châtelet (elle y sera représentée plus de 600 fois). Dirigée par le chef d'orchestre André Martial, Les Trois Mousquetaires, « opérette-western » au livret très librement adapté de l’œuvre d’Alexandre Dumas, lui succède en février 1974, avec le ténor Mario Brunini, qui mourra peu après. Puis vient FIESTA, créé en 1975 avec en vedettes le Ténor Franck Villano et Maria Candido. Volga, créée au Châtelet en novembre 1976 avec José Todaro et Maria Candido, sera la dernière opérette à grand spectacle de Francis Lopez. Elle tiendra l’affiche pendant dix-neuf mois. Entre-temps, en désaccord avec la société concessionnaire du Châtelet, Francis Lopez avait abandonné la direction du théâtre. En 1979, la Ville de Paris décide d’en reprendre l’exploitation directe et, en revenant à sa vocation du XIXe siècle sous le nom de Théâtre Musical de Paris, d’en faire avant tout une salle de concerts.
Comme le Théâtre Mogador a suivi un sort comparable, Francis Lopez ne peut plus concevoir d’opérette à grand spectacle. Il doit se contenter de salles modestes (Renaissance, Élysée-Montmartre, Eldorado), sans fosse d’orchestre. Désormais, les chanteurs ne sont plus accompagnés que par quelques instruments, dominés par un synthétiseur ; on se contentera même parfois d’une bande magnétique. On est alors loin des riches orchestrations d’un Jacques-Henry Rys ou d’un Paul Bonneau. Avec de petites scènes sans machinerie, la mise en scène est ainsi des plus réduites. Pourtant, Francis Lopez ne renonce pas : le catalogue de ses œuvres de 1979 à 1994 compte une vingtaine de titres, au rythme moyen d’une opérette montée chaque année, mais elles ne sont plus que l’écho de sa gloire passée. Il est d’ailleurs difficile de savoir quelle est la part exacte de Francis Lopez dans la partition musicale de la plupart des productions de la dernière période de sa carrière, de nombreux « airs additionnels » écrits par son épouse Anja, puis par son fils Rodrigo, étant régulièrement introduits dans les opérettes qu’il signe dans les années 1980. Pour les premiers rôles de ses dernières œuvres, Francis Lopez engage Gésip Légitimus à la direction artistique et fait appel soit à des artistes ayant, aux beaux jours des années 1950, conduit ses plus célèbres productions au succès, mais ayant inévitablement vieilli (Georges Guétary, Rudy Hirigoyen, Maria Candido, Josy Andrieu), soit à de nouveaux talents dont aucun ne parvient à s’imposer véritablement (José Villamor, Katia Tchenko, Ricardo Garcia, Tony Gama, Richard Finell, Chris Keller).

## Postérité
Francis Lopez meurt à 78 ans, laissant une œuvre considérable : une cinquantaine d'opérettes, un millier de chansons et la musique d'une cinquantaine de films.
La production souvent décevante des dernières années de sa carrière ne doit pas faire oublier les qualités d’un musicien qui fut, avec Vincent Scotto, un des plus grands mélodistes du XXe siècle et dont les refrains, s’imposant immédiatement à l’oreille, connurent un succès planétaire pendant une quinzaine d’années. Si Paris délaisse de nos jours Francis Lopez (la reprise du Chanteur de Mexico en 2006 n’a pas connu un grand succès), la province lui reste fidèle. Chaque année, sont montées dans une ville ou dans une autre, La Belle de Cadix, Andalousie, Quatre jours à Paris ou quelque autre opérette d’un compositeur qui, boudé par les élites intellectuelles de son temps, demeure l’un des musiciens les plus populaires du XXe siècle.

## Vie privée
Le compositeur et à la chanteuse Maria Lopez se sont fiancés à l'hôtel Carlton le 12 juin 1950. Il lui offrira pour l'occasion une bague sertie d'un brillant central autour duquel s'ajoute « une couronne de notes de musique figurées par des minuscules rubis ». Ils rompront en août 1951. 
Il était divorcé de Colette Vaillant.
Veuf de Sylvia Sinclair, de son vrai nom Helga Tatiana Bernt, née le 10 novembre 1933, actrice décédée à 26 ans le 20 novembre 1959, à Paris, à la suite d'une leucémie foudroyante. Il l'avait épousée un an plus tôt, le 7 novembre 1958.
Veuf d'Anja (née Käthe Rubush en Allemagne) disparue à 41 ans, le 20 mai 1986 dans le crash, au large du Cap d'Antibes, de l'hélicoptère qui l'amenait de Monaco où elle résidait à l'aéroport de Mandelieu où l'attendait un jet privé, et dont il a eu en 1965 un fils, Rodrigo, avec qui il a longtemps cohabité dans un immeuble bourgeois du 8e arrondissement de Paris.
Il épouse le 5 juin 1990 Catherine du Puy-Montbrun, de 36 ans sa cadette.
Anja et Francis sont inhumés au cimetière de Montmartre, 31e division, avenue de la Croix. Le monument, remarquable, est signé par le sculpteur italien Ettore Cedraschi (it) (1909-1996).

## Œuvre

### Opérettes
- 1945 : La Belle de Cadix, Casino Montparnasse
- 1947 : Andalousie opérette d'Albert Willemetz et Raymond Vincy, Théâtre de la Gaîté-Lyrique
- 1948 : Quatre jours à Paris (opérette), Bobino
- 1949 : Monsieur Bourgogne, Bobino
- 1950 (octobre) : La Revue de l'Empire d'Albert Willemetz, Ded Rysel, André Roussin, musique Paul Bonneau, Maurice Yvain, Francis Lopez, Henri Bourtayre, mise en scène Maurice Lehmann et Léon Deutsch, Théâtre de l'Empire
- 1950 : Pour Don Carlos, musique Francis Lopez, livret André Mouëzy-Éon, chansons Raymond Vincy d'après Pierre Benoit, mise en scène Maurice Lehmann, Théâtre du Châtelet
- 1951 : Le Chanteur de Mexico, Théâtre du Châtelet ; reprise en 2006 au Châtelet
- 1952 : La Route fleurie opérette de Raymond Vincy, mise en scène Max Révol, Théâtre des Célestins, Théâtre de l'ABC
- 1953 : Le Soleil de Paris
- 1954 : À la Jamaïque, Théâtre de la Porte-Saint-Martin
- 1954 : La Toison d'or, Théâtre du Châtelet
- 1955 : Méditerranée livret Raymond Vincy, mise en scène Maurice Lehmann, Théâtre du Châtelet
- 1956 : El Aguila de Fuego (L'Aigle de Feu), Théâtre Maravilla Madrid
- 1957 : Tête de Linotte, ABC
- 1957 : La canción del amor mío, Madrid
- 1958 : S.E. La Embajadora, Théâtre de l'Alcazar Madrid
- 1958 : Cinq Millions Comptant
- 1959 : Le Secret de Marco Polo, Théâtre du Châtelet
- 1960 : Visa pour l'amour, Théâtre de la Gaîté-Lyrique
- 1960 : Dix Millions Cash, livret Raymond Vincy, mise en scène Jacques Mauclair, Théâtre de la Porte-Saint-Martin
- 1961 : Visa pour l'amour, livret Raymond Vincy, mise en scène René Dupuy, Théâtre de la Gaîté-Lyrique
- 1963 : Le Temps des guitares, ABC
- 1963 : Cristobal le Magnifique, livret Raymond Vincy, mise en scène Guy Lauzin, Théâtre de l'Européen
- 1967 : Le Prince de Madrid, Théâtre du Châtelet
- 1969 : La Caravelle d'Or, Théâtre du Châtelet
- 1969 : musique du film La Honte de la famille - non commercialisée (sources : générique du film)
- 1970 : Viva Napoli, Théâtre Mogador
- 1971 : Restons Française, Théâtre des Capucines
- 1971 : Gipsy, Théâtre du Châtelet
- 1973 : Les Trois mousquetaires, décors d'Emmanuel Bellini, Théâtre du Châtelet
- 1975 : Fiesta, décors d'Emmanuel Bellini, Théâtre Mogador
- 1976 : Volga, Théâtre du Châtelet
- 1979 : La Perle des Antilles, Théâtre de la Renaissance
- 1980 : Viva Mexico, Théâtre de la Renaissance
- 1980 : Colorado Théâtre de la Renaissance
- 1981 : Aventure à Monte-Carlo, Théâtre de la Renaissance
- 1981 : Soleil d'Espagne, Théâtre de la Renaissance
- 1981 : La Fête en Camargue, Grand Théâtre de Saint-Étienne
- 1981 : Vacances au soleil
- 1982 : Le Vagabond tzigane, Théâtre de la Renaissance
- 1983 : L'Amour à Tahiti, Élysée Montmartre
- 1984 : Les Mille et une nuits, Élysée Montmartre
- 1985 : Carnaval aux Caraïbes, Élysée Montmartre
- 1986 : Le Roi du Pacifique, Élysée Montmartre
- 1987 : Fandango, Élysée Montmartre
- 1988 : Aventure à Tahiti, Eldorado
- 1988 : Rêve de Vienne, Eldorado
- 1989 : La Marseillaise, Eldorado
- 1989 : La Belle Otero, Eldorado
- 1990 : Porto Rico, Eldorado
- 1991 : Sissi, Eldorado
- 1993 : Les Belles et le Gitan, Eldorado

### Filmographie partielle
- 1943 : Mon amour est près de toi de Richard Pottier
- 1945 : Le Cavalier noir de Gilles Grangier
- 1945 : Seul dans la nuit de Christian Stengel
- 1946 : Trente et quarante de Gilles Grangier
- 1947 : La Colère des dieux de Karel Lamač
- 1947 : Les Trois cousines de Jacques Daniel-Norman
- 1947 : Quai des Orfèvres d’Henri-Georges Clouzot
- 1949 : Fandango d'Emile-Edwin Reinert
- 1949 : Marlène de Pierre de Hérain
- 1949 : L'Ange rouge de Jacques Daniel-Norman
- 1949 : La Veuve et l'Innocent d'André Cerf
- 1949 : Ève et le Serpent de Charles-Félix Tavano
- 1950 : Je suis de la revue de Mario Soldati
- 1951 : El sueño de Andalucia de Luis Lucia Mingarro
- 1951 : Andalousie de Robert Vernay
- 1951 : Rendez-vous à Grenade de Richard Pottier
- 1952 : Monsieur Leguignon lampiste de Maurice Labro
- 1952 : Mon curé chez les riches d'Henri Diamant-Berger
- 1952 : Violettes impériales de Richard Pottier
- 1953 : La Belle de Cadix de Raymond Bernard
- 1953 : La Route du bonheur de Maurice Labro et Giorgio Simonelli
- 1955 : Villa sans souci de Maurice Labro
- 1953 : La Caraque blonde de Jacqueline Audry
- 1952 : Le Chanteur de Mexico de Richard Pottier
- 1957 : L'Irrésistible Catherine d'André Pergament
- 1957 : Une nuit au Moulin Rouge de Jean-Claude Roy
- 1957 : C'est arrivé à 36 chandelles d'Henri Diamant-Berger
- 1958 : Cargaison blanche de Georges Lacombe
- 1958 : Le Temps des œufs durs de Norbert Carbonnaux
- 1958 : Tabarin de Richard Pottier
- 1958 : Sérénade au Texas de Richard Pottier
- 1959 : Asphalte de Hervé Bromberger
- 1959 : Messieurs les ronds-de-cuir d'Henri Diamant-Berger
- 1961 : Ma femme est une panthère de Raymond Bailly
- 1964 : Paris champagne de Pierre Armand
- 1969 : La Honte de la famille de Richard Balducci

### Télévision
Francis Lopez fut un invité récurrent de l'émission Les Jeux de 20 heures, sur FR3, au début des années 1980.